# NGC 2274
NGC 2274 is een elliptisch sterrenstelsel in het sterrenbeeld Tweelingen. Het hemelobject werd op 26 oktober 1786 ontdekt door de Duits-Britse astronoom William Herschel.

## Synoniemen
- UGC 3541
- MCG 6-15-8
- ZWG 175.15
- KCPG 118A
- PGC 19603